# Grand Hotel Lund

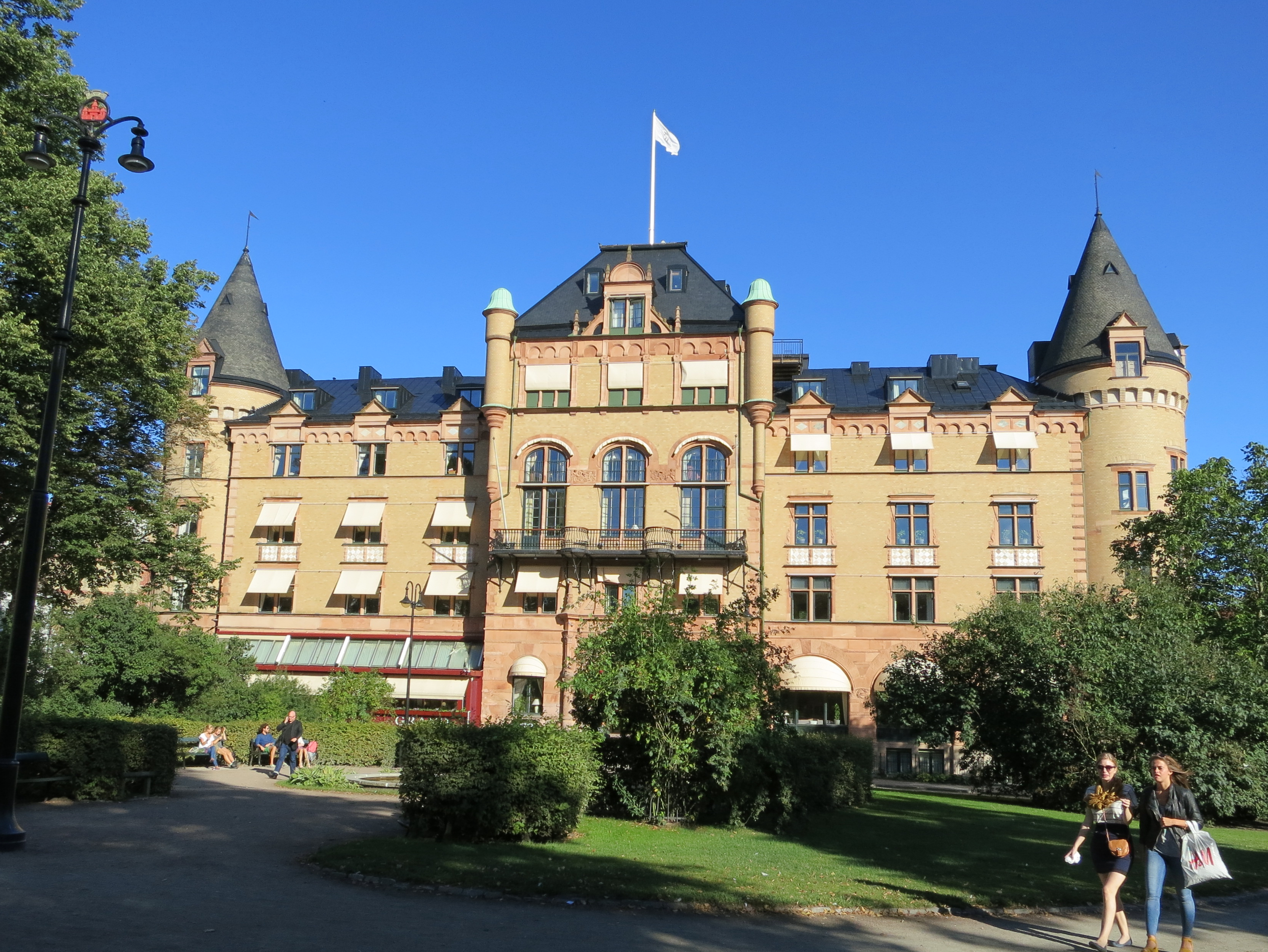
Das Grand Hotel vom Bantorget aus gesehen

Das Grand Hotel in der südschwedischen Stadt Lund ist eines der ältesten Hotels und Restaurants der Stadt und einziges Grand Hotel am Ort. Es ist ein Vier-Sterne-Hotel.
Das Hotel wurde vom Stadtarchitekten von Helsingborg, Alfred Hellerström entworfen und im Stil des Historismus zwischen 1896 und 1898 am Platz Bantorget errichtet, im heutigen Stadtteil Centrala staden. Die Einweihung fand am 12. Oktober 1899 statt. Die Innenarchitektur ist vom Jugendstil geprägt, was vor allem in der Lobby, dem Treppenhaus und dem großen Saal deutlich wird. Das Grand Hotel liegt inmitten des mittelalterlichen Stadtkerns, 150 Meter vom Bahnhof Lund C entfernt und beherbergt heute 84 Zimmer, wovon 32 Doppel- und 52 Einzelzimmer sowie neun Konferenzsäle.